# Podlesí (Holice)
Podlesí (německy:Podlesy, Podles) je vesnice, část města Holice v okrese Pardubice. Nachází se asi 1,5 km na sever od Holic. V roce 2009 zde bylo evidováno 228 adres. V roce 2001 zde trvale žilo 202 obyvatel.
Podlesí leží v katastrálním území Holice v Čechách o výměře 19,65 km².